# Stadhuis van Wenen

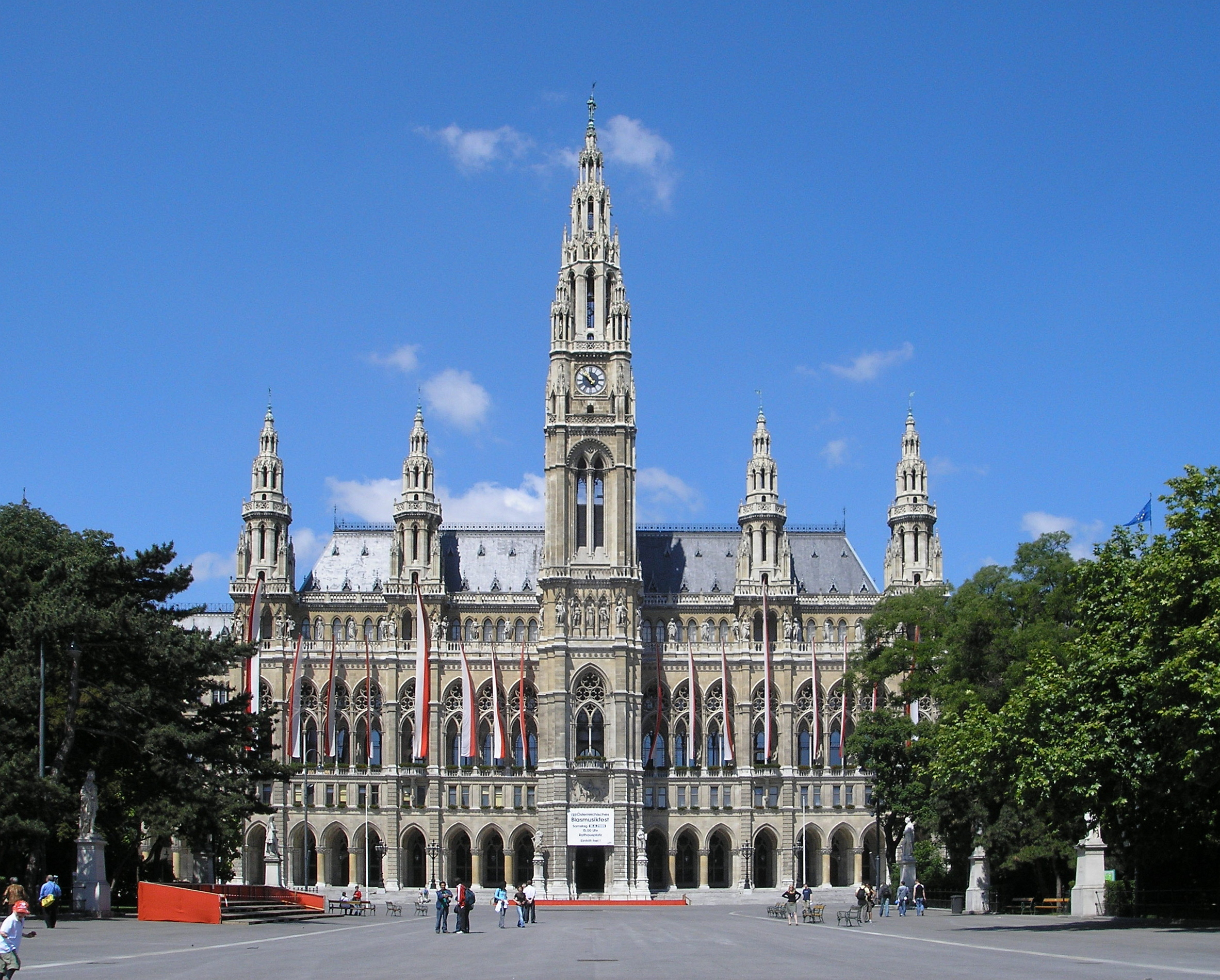
Het Rathaus

Het Wiener Rathaus is het stadhuis van Wenen. Het neogotische gebouw is de zetel van zowel het Weense stadsbestuur als van de deelstaat Wenen. Het gebouw wordt ook wel het Neues Rathaus genoemd om het te onderscheiden van het Altes Rathaus. Voor het Rathaus ligt het Rathauspark op de Rathausplatz.

## Geschiedenis
Het stadhuis is ontworpen door Friedrich von Schmidt in neogotische stijl. Het gebouw toont opvallende gelijkenissen met het stadhuis van Brussel. De bouw duurde van 1872 tot 1883.
Op de top van de 98 meter hoge centrale toren werd in 1892 een 3,5 meter hoog beeld geplaatst van de zogenaamde Rathausmann, sindsdien een symbool van Wenen. Keizer Frans Jozef I van Oostenrijk wilde niet dat de toren van het stadhuis hoger zou worden dan de toren van de nabijgelegen Votiefkerk die 99 meter hoog is. Door het beeld dat op de toren werd geplaatst werd de Rathausturm alsnog hoger.